# 莊安宜
莊安宜（1973年2月4日—），前任香港有線電視新聞台總主播、前任有線財經資訊台節目《Sunday 有理講》主持人之一。

## 簡介
莊安宜中學時期就讀香港著名女子中學嘉諾撒聖方濟各書院，於香港中文大學新聞與傳播學院就讀三年級期間到商業電台第一台實習，並且為早晨節目《朝早呢分鐘》負責採訪及現場報道工作。莊安宜1995年畢業後加入有線新聞任職至今，她任主播期間獲得不少其他工作機會，除了報道新聞外，莊安宜亦有當節目主持、採訪記者等。
莊安宜曾主要報道新聞台傍晚黃金時段節目新聞最前線，亦曾多次報道各重要事件，如多屆香港立法會選舉、懲教署鎮壓越南船民營騷亂、香港及澳門主權移交、迎接千禧第一線曙光、台灣的倒扁運動、沙士襲港、伊拉克戰爭等事件。
莊安宜曾主持多個財經資訊台及直播新聞台的節目，包括訪問社會不同階層人士的清談節目《各抒己見》、《杏林專線》、《律師有約》、《時代時尚》、《拉近文化》、《神州穿梭》等:27，以及香港主權移交十周年特備節目《偉大構想十年行》、《國之重寶》、《00直選擂台》、《04直選擂台》、《08直選擂台》、《12直選擂台》、《還看2008國際》、《還看2008中國》、《還看2008香港》、《還看2008財經》，及2007年的《特首選舉電視辯論》。
她亦曾協助籌備新聞台節目Cable早晨及新聞最前線，2007年3月與台前幕後同事到台灣東森電視考察。
2005年4月7日，她伙拍王巧主持「有線新聞播放100,000小時酒會」，又於2007年代表有線參加百萬行。她亦曾接受香港傳媒訪問，包括明報和am730。
2009年7月，莊安宜與其他九位主播王春媚、王巧、關善茹、王靜茵、王沛然、曾美華、張曉雯、游安怡及劉紫鳳出版《有線主播點．線．面》。
2012年，莊安宜辭任有線新聞總主播一職，做全職主婦，專心照顧女兒。6月29日，莊安宜最後一天在有線做主播，與王春媚一起主持當晚07：00 PM的新聞最前線。但在同年8月，已辭任主播職務的莊安宜，仍獲邀伙拍王春媚、游清源及梁家權主持有線2012年香港立法會選舉論壇戶外直播。
2013年11月加盟有線財經資訊台節目《周日不講理》擔任主持。《周日不講理》於2016年2月7日改名為《Sunday 有理講》，莊安宜亦繼續是主持之一直至2019年節目結束為止。

## 出版著作
| 有線主播點．線．面 | 2009年7月 | 明報出版社有限公司 | ISBN 9789888026203 |

| 媒體職務      | 媒體職務                     | 媒體職務      |
| ------------- | ---------------------------- | ------------- |
| 前任： 張宏艷 | 有線新聞總主播 2009年-2012年 | 繼任： 王春媚 |

1. 1 2  有線電視主播.  初版. 香港: 明報出版社. 2009.